# Intramediavergleich
Beim Intramediavergleich werden, im Gegensatz zum Intermedienvergleich, Medien einer Kategorie verglichen. 
Für ein Unternehmen steht beispielsweise bereits fest, dass es in dem Medium Print werben möchte. Entschieden werden muss jedoch durch welche Zeitschrift oder Zeitung die Zielgruppe am besten erreicht wird. 
Hier spielt die genaue Zielgruppe des jeweiligen Mediums, also zum Beispiel Anwälte für eine Jura Fachzeitung, eine große Rolle. Außerdem sind die Auflagenhöhe, die regionale Verbreitung des Mediums und natürlich die entstehenden Kosten für die Werbung von hoher Bedeutung.